# Play-offs Nederlands voetbal 2007
Aan het einde van het voetbalseizoen 2006-2007 zijn de play-offs 2007 gehouden. In deze play-offs werd er door voetbalploegen uit de Eredivisie gestreden om een plek in de voorronde Champions League, en om plekken in de UEFA Cup en om een plek in de Intertoto. Tevens werd er gespeeld om promotie en degradatie, waarbij de nummer 16 en 17 uit de eredivisie het opnamen tegen verschillende ploegen uit de eerste divisie.
De prijzen werden als volgt verdeeld:
- voorronde Champions League: Ajax
- UEFA Cup: AZ, FC Twente, sc Heerenveen en FC Groningen
- Intertoto: FC Utrecht
- Promotie: VVV-Venlo
- Degradatie: RKC Waalwijk

Via de reguliere competitie promoveerde De Graafschap en degradeerde ADO Den Haag rechtstreeks.
Afhankelijk van welke teams zich voor de bekerfinale zouden kwalificeren en de eventuele uitkomst ervan, waren er verschillende prijzen te verdelen tijdens de verschillende play-offs. In de beker wordt er één UEFA-Cupticket toebedeeld aan de winnaar, of eventueel de andere finalist. Doordat beide finalisten bij de vijf hoogstgeplaatste teams zit, is er een extra UEFA-Cupticket te verdelen in de play-offs. Dit ticket komt bij de nummer 2 t/m 5 terecht, waardoor deze verzekerd zijn van ten minste UEFA-Cupvoetbal. Alleen de huidige situatie wordt hier weergegeven.

## Play-offs voor de voorronde Champions League
De nummers 2 tot en met 5 van de Eredivisie spelen een play-off met als inzet een ticket voor de voorronde van de Champions League. Ajax, AZ, FC Twente en sc Heerenveen spelen eerst een halve finale; de winnaar van de finale komt volgend seizoen uit in de voorronde van de Champions League. De drie verliezende teams komen uit in de UEFA Cup.
|  | eerste ronde verliezer in UEFA Cup | eerste ronde verliezer in UEFA Cup | eerste ronde verliezer in UEFA Cup | eerste ronde verliezer in UEFA Cup |  |      | om voorronde Champions League verliezer in UEFA Cup | om voorronde Champions League verliezer in UEFA Cup | om voorronde Champions League verliezer in UEFA Cup | om voorronde Champions League verliezer in UEFA Cup |
|  |                                    |                                    |                                    |                                    |  |      |                                                     |                                                     |                                                     |                                                     |
|  | Wedstrijd A                        |                                    |                                    |                                    |  |      |                                                     |                                                     |                                                     |                                                     |
|  | FC Twente                          | 1                                  | 0                                  | 1                                  |  |      |                                                     |                                                     |                                                     |                                                     |
|  | AZ                                 | 1                                  | 2                                  | 3                                  |  |      | om voorronde Champions League                       | om voorronde Champions League                       | om voorronde Champions League                       | om voorronde Champions League                       |
|  |                                    |                                    |                                    |                                    |  | AZ   | 2                                                   | 0                                                   | 2                                                   |                                                     |
|  | Wedstrijd B                        | Wedstrijd B                        | Wedstrijd B                        | Wedstrijd B                        |  | Ajax | 1                                                   | 3                                                   | 4                                                   |                                                     |
|  | sc Heerenveen                      | 1                                  | 0                                  | 1                                  |  |      |                                                     |                                                     |                                                     |                                                     |
|  | Ajax                               | 0                                  | 4                                  | 4                                  |  |      |                                                     |                                                     |                                                     |                                                     |

### Wedstrijd A
|                              |                 |       |              |                                                                             |
| Wedstrijd 1 9 mei 2007 20:00 | FC Twente       | 1 – 1 | AZ           | Stadion: Arke Stadion, Enschede Toeschouwers: 13.250 Scheidsrechter: Luinge |
| Wedstrijd 1 9 mei 2007 20:00 | Bakırcıoğlu 48' |       | 13' Cziommer | Stadion: Arke Stadion, Enschede Toeschouwers: 13.250 Scheidsrechter: Luinge |
| Wedstrijd 1 9 mei 2007 20:00 |                 |       |              | Stadion: Arke Stadion, Enschede Toeschouwers: 13.250 Scheidsrechter: Luinge |
| Wedstrijd 1 9 mei 2007 20:00 |                 |       |              | Stadion: Arke Stadion, Enschede Toeschouwers: 13.250 Scheidsrechter: Luinge |
|                              |                 |       |              |                                                                             |

|                               |                      |       |           |                                                                         |
| Wedstrijd 2 13 mei 2007 14:30 | AZ                   | 2 – 0 | FC Twente | Stadion: DSB Stadion, Alkmaar Toeschouwers: 13.232 Scheidsrechter: Vink |
| Wedstrijd 2 13 mei 2007 14:30 | De Cler 71' Lens 89' |       |           | Stadion: DSB Stadion, Alkmaar Toeschouwers: 13.232 Scheidsrechter: Vink |
| Wedstrijd 2 13 mei 2007 14:30 |                      |       |           | Stadion: DSB Stadion, Alkmaar Toeschouwers: 13.232 Scheidsrechter: Vink |
| Wedstrijd 2 13 mei 2007 14:30 |                      |       |           | Stadion: DSB Stadion, Alkmaar Toeschouwers: 13.232 Scheidsrechter: Vink |
|                               |                      |       |           |                                                                         |

### Wedstrijd B
|                              |               |       |      |                                                                                          |
| Wedstrijd 1 9 mei 2007 20:00 | sc Heerenveen | 1 – 0 | Ajax | Stadion: Abe Lenstra Stadion, Heerenveen Toeschouwers: 23.500 Scheidsrechter: Van Hulten |
| Wedstrijd 1 9 mei 2007 20:00 | Nilsson 18'   |       |      | Stadion: Abe Lenstra Stadion, Heerenveen Toeschouwers: 23.500 Scheidsrechter: Van Hulten |
| Wedstrijd 1 9 mei 2007 20:00 |               |       |      | Stadion: Abe Lenstra Stadion, Heerenveen Toeschouwers: 23.500 Scheidsrechter: Van Hulten |
| Wedstrijd 1 9 mei 2007 20:00 |               |       |      | Stadion: Abe Lenstra Stadion, Heerenveen Toeschouwers: 23.500 Scheidsrechter: Van Hulten |
|                              |               |       |      |                                                                                          |

|                               |                                               |       |                   |                                                                                 |
| Wedstrijd 2 13 mei 2007 14:30 | Ajax                                          | 4 – 0 | sc Heerenveen     | Stadion: Amsterdam ArenA, Amsterdam Toeschouwers: 29.241 Scheidsrechter: Bossen |
| Wedstrijd 2 13 mei 2007 14:30 | Huntelaar 22', 59' (pen.) Babel 23' Pérez 86' |       | 59' Vandenbussche | Stadion: Amsterdam ArenA, Amsterdam Toeschouwers: 29.241 Scheidsrechter: Bossen |
| Wedstrijd 2 13 mei 2007 14:30 |                                               |       |                   | Stadion: Amsterdam ArenA, Amsterdam Toeschouwers: 29.241 Scheidsrechter: Bossen |
| Wedstrijd 2 13 mei 2007 14:30 |                                               |       |                   | Stadion: Amsterdam ArenA, Amsterdam Toeschouwers: 29.241 Scheidsrechter: Bossen |
|                               |                                               |       |                   |                                                                                 |

### Ticket voorronde Champions League
|                               |                           |       |              |                                                                           |
| Wedstrijd 1 20 mei 2007 12:30 | AZ                        | 2 – 1 | Ajax         | Stadion: DSB Stadion, Alkmaar Toeschouwers: 15.993 Scheidsrechter: Luinge |
| Wedstrijd 1 20 mei 2007 12:30 | Cziommer 2' Arveladze 90' |       | 13' Sneijder | Stadion: DSB Stadion, Alkmaar Toeschouwers: 15.993 Scheidsrechter: Luinge |
| Wedstrijd 1 20 mei 2007 12:30 |                           |       |              | Stadion: DSB Stadion, Alkmaar Toeschouwers: 15.993 Scheidsrechter: Luinge |
| Wedstrijd 1 20 mei 2007 12:30 |                           |       |              | Stadion: DSB Stadion, Alkmaar Toeschouwers: 15.993 Scheidsrechter: Luinge |
|                               |                           |       |              |                                                                           |

|                               |                                        |       |    |                                                                               |
| Wedstrijd 2 27 mei 2007 14:30 | Ajax                                   | 3 – 0 | AZ | Stadion: Amsterdam ArenA, Amsterdam Toeschouwers: 50.201 Scheidsrechter: Vink |
| Wedstrijd 2 27 mei 2007 14:30 | Heitinga 55' Donk 58' (e.d.) Gabri 90' |       |    | Stadion: Amsterdam ArenA, Amsterdam Toeschouwers: 50.201 Scheidsrechter: Vink |
| Wedstrijd 2 27 mei 2007 14:30 |                                        |       |    | Stadion: Amsterdam ArenA, Amsterdam Toeschouwers: 50.201 Scheidsrechter: Vink |
| Wedstrijd 2 27 mei 2007 14:30 |                                        |       |    | Stadion: Amsterdam ArenA, Amsterdam Toeschouwers: 50.201 Scheidsrechter: Vink |
|                               |                                        |       |    |                                                                               |

## Play-offs voor ticket UEFA Cup
De nummers 6 tot en met 9 van de Eredivisie strijden om een ticket voor de UEFA Cup en een ticket voor de Intertoto. Dit zijn Roda JC, Feyenoord, FC Groningen en FC Utrecht.
|  | eerste ronde knock out   | eerste ronde knock out | eerste ronde knock out | eerste ronde knock out |  |              | om ticket UEFA Cup knock out verliezer naar finale play-off Intertoto | om ticket UEFA Cup knock out verliezer naar finale play-off Intertoto | om ticket UEFA Cup knock out verliezer naar finale play-off Intertoto | om ticket UEFA Cup knock out verliezer naar finale play-off Intertoto |
|  |                          |                        |                        |                        |  |              |                                                                       |                                                                       |                                                                       |                                                                       |
|  |                          |                        |                        |                        |  |              |                                                                       |                                                                       |                                                                       |                                                                       |
|  | FC Utrecht (Uitdoelpunt) | 0                      | 1                      | 1                      |  |              |                                                                       |                                                                       |                                                                       |                                                                       |
|  | Roda JC                  | 0                      | 1                      | 1                      |  |              |                                                                       |                                                                       |                                                                       |                                                                       |
|  |                          |                        |                        |                        |  | FC Utrecht   | 0                                                                     | 1                                                                     | 1                                                                     |                                                                       |
|  |                          |                        |                        |                        |  | FC Groningen | 2                                                                     | 2                                                                     | 4                                                                     |                                                                       |
|  | FC Groningen             | 2                      | 1                      | 3                      |  |              |                                                                       |                                                                       |                                                                       |                                                                       |
|  | Feyenoord                | 1                      | 1                      | 2                      |  |              |                                                                       |                                                                       |                                                                       |                                                                       |

### Play-offs UEFA Cup Ronde 1
|                              |            |       |         |                                                                                     |
| Wedstrijd 1 9 mei 2007 20:00 | FC Utrecht | 0 – 0 | Roda JC | Stadion: Stadion Galgenwaard, Utrecht Toeschouwers: 12.500 Scheidsrechter: Wegereef |
| Wedstrijd 1 9 mei 2007 20:00 |            |       |         | Stadion: Stadion Galgenwaard, Utrecht Toeschouwers: 12.500 Scheidsrechter: Wegereef |
| Wedstrijd 1 9 mei 2007 20:00 |            |       |         | Stadion: Stadion Galgenwaard, Utrecht Toeschouwers: 12.500 Scheidsrechter: Wegereef |
| Wedstrijd 1 9 mei 2007 20:00 |            |       |         | Stadion: Stadion Galgenwaard, Utrecht Toeschouwers: 12.500 Scheidsrechter: Wegereef |
|                              |            |       |         |                                                                                     |

|                               |          |       |                |                                                                                             |
| Wedstrijd 2 12 mei 2007 19:30 | Roda JC  | 1 – 1 | FC Utrecht     | Stadion: Parkstad Limburg Stadion, Kerkrade Toeschouwers: 14.623 Scheidsrechter: Van Hulten |
| Wedstrijd 2 12 mei 2007 19:30 | Oper 14' |       | 38' Cornelisse | Stadion: Parkstad Limburg Stadion, Kerkrade Toeschouwers: 14.623 Scheidsrechter: Van Hulten |
| Wedstrijd 2 12 mei 2007 19:30 |          |       |                | Stadion: Parkstad Limburg Stadion, Kerkrade Toeschouwers: 14.623 Scheidsrechter: Van Hulten |
| Wedstrijd 2 12 mei 2007 19:30 |          |       |                | Stadion: Parkstad Limburg Stadion, Kerkrade Toeschouwers: 14.623 Scheidsrechter: Van Hulten |
|                               |          |       |                |                                                                                             |

|                               |                               |       |                            |                                                                        |
| Wedstrijd 1 10 mei 2007 20:00 | FC Groningen                  | 2 – 1 | Feyenoord                  | Stadion: Euroborg, Groningen Toeschouwers: 19.466 Scheidsrechter: Vink |
| Wedstrijd 1 10 mei 2007 20:00 | Nevland 45' Gibril Sankoh 72' |       | 14' Castelen 21' De Guzman | Stadion: Euroborg, Groningen Toeschouwers: 19.466 Scheidsrechter: Vink |
| Wedstrijd 1 10 mei 2007 20:00 |                               |       |                            | Stadion: Euroborg, Groningen Toeschouwers: 19.466 Scheidsrechter: Vink |
| Wedstrijd 1 10 mei 2007 20:00 |                               |       |                            | Stadion: Euroborg, Groningen Toeschouwers: 19.466 Scheidsrechter: Vink |
|                               |                               |       |                            |                                                                        |

|                               |                  |       |              |                                                                                       |
| Wedstrijd 2 13 mei 2007 14:30 | Feyenoord        | 1 – 1 | FC Groningen | Stadion: Stadion Feijenoord, Rotterdam Toeschouwers: 22.000 Scheidsrechter: Haverkort |
| Wedstrijd 2 13 mei 2007 14:30 | Van Hooijdonk 8' |       | 74' Lovre    | Stadion: Stadion Feijenoord, Rotterdam Toeschouwers: 22.000 Scheidsrechter: Haverkort |
| Wedstrijd 2 13 mei 2007 14:30 |                  |       |              | Stadion: Stadion Feijenoord, Rotterdam Toeschouwers: 22.000 Scheidsrechter: Haverkort |
| Wedstrijd 2 13 mei 2007 14:30 |                  |       |              | Stadion: Stadion Feijenoord, Rotterdam Toeschouwers: 22.000 Scheidsrechter: Haverkort |
|                               |                  |       |              |                                                                                       |

### Om ticket UEFA Cup
|                               |            |                 |              |                                                                                       |
| Wedstrijd 1 17 mei 2007 14:30 | FC Utrecht | 0 – 2           | FC Groningen | Stadion: Stadion Galgenwaard, Utrecht Toeschouwers: 15.500 Scheidsrechter: Van Egmond |
| Wedstrijd 1 17 mei 2007 14:30 |            | 54', 76' Suárez |              | Stadion: Stadion Galgenwaard, Utrecht Toeschouwers: 15.500 Scheidsrechter: Van Egmond |
| Wedstrijd 1 17 mei 2007 14:30 |            |                 |              | Stadion: Stadion Galgenwaard, Utrecht Toeschouwers: 15.500 Scheidsrechter: Van Egmond |
| Wedstrijd 1 17 mei 2007 14:30 |            |                 |              | Stadion: Stadion Galgenwaard, Utrecht Toeschouwers: 15.500 Scheidsrechter: Van Egmond |
|                               |            |                 |              |                                                                                       |

|                               |                                |       |                     |                                                                          |
| Wedstrijd 2 20 mei 2007 14:30 | FC Groningen                   | 2 – 1 | FC Utrecht          | Stadion: Euroborg, Groningen Toeschouwers: 19.435 Scheidsrechter: Bossen |
| Wedstrijd 2 20 mei 2007 14:30 | Suárez 4' Levchenko 14' (pen.) |       | 79' (pen.) Van Dijk | Stadion: Euroborg, Groningen Toeschouwers: 19.435 Scheidsrechter: Bossen |
| Wedstrijd 2 20 mei 2007 14:30 |                                |       |                     | Stadion: Euroborg, Groningen Toeschouwers: 19.435 Scheidsrechter: Bossen |
| Wedstrijd 2 20 mei 2007 14:30 |                                |       |                     | Stadion: Euroborg, Groningen Toeschouwers: 19.435 Scheidsrechter: Bossen |
|                               |                                |       |                     |                                                                          |

## play-offs voor ticket Intertoto
De nummers 10 t/m 13 (N.E.C., NAC Breda, Vitesse en Sparta Rotterdam) spelen om een plaats in de Intertoto cup, samen met de verliezend finalist van de finalewedstrijd om het UEFA ticket. Het onderstaand schema is van toepassing.
|  | eerste ronde knockout | eerste ronde knockout | eerste ronde knockout            | eerste ronde knockout | eerste ronde knockout |   |   | tweede ronde knockout | tweede ronde knockout | tweede ronde knockout | tweede ronde knockout | tweede ronde knockout |   |         | om ticket Intertoto knockout | om ticket Intertoto knockout | om ticket Intertoto knockout | om ticket Intertoto knockout | om ticket Intertoto knockout |
|  |                       |                       |                                  |                       |                       |   |   |                       |                       |                       |                       |                       |   |         |                              |                              |                              |                              |                              |
|  | E12                   | Vitesse               | 3                                | 1                     | 4                     |   |   |                       |                       |                       |                       |                       |   |         |                              |                              |                              |                              |                              |
|  | E11                   | NAC Breda             | 2                                | 0                     | 2                     |   |   |                       |                       |                       |                       |                       |   |         |                              |                              |                              |                              |                              |
|  | E11                   | NAC Breda             | 2                                | 0                     | 2                     |   | D | Vitesse               | 1                     | 2                     | 3                     |                       |   |         |                              |                              |                              |                              |                              |
|  |                       |                       |                                  |                       |                       |   | D | Vitesse               | 1                     | 2                     | 3                     |                       |   |         |                              |                              |                              |                              |                              |
|  |                       |                       | E                                | N.E.C.                | 0                     | 0 | 0 |                       |                       |                       |                       |                       |   |         |                              |                              |                              |                              |                              |
|  | E13                   | Sparta Rotterdam      | E                                | N.E.C.                | 0                     | 0 | 0 | 1                     | 1                     | 2                     |                       |                       |   |         |                              |                              |                              |                              |                              |
|  | E13                   | Sparta Rotterdam      |                                  |                       |                       |   |   | 1                     | 1                     | 2                     |                       |                       |   |         |                              |                              |                              |                              |                              |
|  | E10                   | N.E.C.                | 1                                | 2                     | 3                     |   |   |                       |                       |                       |                       |                       |   |         |                              |                              |                              |                              |                              |
|  | E10                   | N.E.C.                | 1                                | 2                     | 3                     |   |   |                       |                       |                       |                       |                       | F | Vitesse | 2                            | 0                            | 2                            |                              |                              |
|  |                       |                       |                                  |                       |                       |   |   |                       |                       |                       |                       |                       | F | Vitesse | 2                            | 0                            | 2                            |                              |                              |
|  |                       | C                     | FC Utrecht (Uitdoelpunten)       | 2                     | 0                     | 2 |   |                       |                       |                       |                       |                       |   |         |                              |                              |                              |                              |                              |
|  |                       |                       |                                  |                       |                       |   |   |                       |                       |                       |                       |                       |   |         |                              |                              |                              |                              |                              |
|  |                       |                       |                                  |                       |                       |   |   |                       |                       |                       |                       |                       |   |         |                              |                              |                              |                              |                              |
|  |                       |                       |                                  |                       |                       |   |   |                       |                       |                       |                       |                       |   |         |                              |                              |                              |                              |                              |
|  |                       | A                     | FC Utrecht (Verliezend finalist) | 0                     | 1                     | 1 |   |                       |                       |                       |                       |                       |   |         |                              |                              |                              |                              |                              |
|  |                       |                       |                                  |                       |                       | 1 |   |                       |                       |                       |                       |                       |   |         |                              |                              |                              |                              |                              |
|  |                       |                       | B                                | FC Groningen          | 2                     | 2 | 4 |                       |                       |                       |                       |                       |   |         |                              |                              |                              |                              |                              |
|  |                       |                       | B                                | FC Groningen          | 2                     | 2 | 4 |                       |                       |                       |                       |                       |   |         |                              |                              |                              |                              |                              |
|  |                       |                       |                                  |                       |                       |   |   |                       |                       |                       |                       |                       |   |         |                              |                              |                              |                              |                              |

### Eerste ronde

#### Wedstrijd D
|                              |                           |       |                           |                                                                         |
| Wedstrijd 1 9 mei 2007 20:00 | Vitesse                   | 3 – 2 | NAC Breda                 | Stadion: GelreDome, Arnhem Toeschouwers: 11.450 Scheidsrechter: Nijhuis |
| Wedstrijd 1 9 mei 2007 20:00 | Benson 9', 36' Junker 26' |       | 66' (pen.), 69' Zonneveld | Stadion: GelreDome, Arnhem Toeschouwers: 11.450 Scheidsrechter: Nijhuis |
| Wedstrijd 1 9 mei 2007 20:00 |                           |       |                           | Stadion: GelreDome, Arnhem Toeschouwers: 11.450 Scheidsrechter: Nijhuis |
| Wedstrijd 1 9 mei 2007 20:00 |                           |       |                           | Stadion: GelreDome, Arnhem Toeschouwers: 11.450 Scheidsrechter: Nijhuis |
|                              |                           |       |                           |                                                                         |

|                               |           |           |         |                                                                             |
| Wedstrijd 2 12 mei 2007 19:30 | NAC Breda | 0 – 1     | Vitesse | Stadion: Rat Verlegh Stadion, Breda Toeschouwers: 5.520 Scheidsrechter: Jol |
| Wedstrijd 2 12 mei 2007 19:30 |           | 50' Pryor |         | Stadion: Rat Verlegh Stadion, Breda Toeschouwers: 5.520 Scheidsrechter: Jol |
| Wedstrijd 2 12 mei 2007 19:30 |           |           |         | Stadion: Rat Verlegh Stadion, Breda Toeschouwers: 5.520 Scheidsrechter: Jol |
| Wedstrijd 2 12 mei 2007 19:30 |           |           |         | Stadion: Rat Verlegh Stadion, Breda Toeschouwers: 5.520 Scheidsrechter: Jol |
|                               |           |           |         |                                                                             |

#### Wedstrijd E
|                               |                  |       |          |                                                                                           |
| Wedstrijd 1 10 mei 2007 20:00 | Sparta Rotterdam | 1 – 1 | N.E.C.   | Stadion: Spartastadion Het Kasteel, Rotterdam Toeschouwers: 9.133 Scheidsrechter: Kuipers |
| Wedstrijd 1 10 mei 2007 20:00 | Adeleye 21'      |       | 13' Jans | Stadion: Spartastadion Het Kasteel, Rotterdam Toeschouwers: 9.133 Scheidsrechter: Kuipers |
| Wedstrijd 1 10 mei 2007 20:00 |                  |       |          | Stadion: Spartastadion Het Kasteel, Rotterdam Toeschouwers: 9.133 Scheidsrechter: Kuipers |
| Wedstrijd 1 10 mei 2007 20:00 |                  |       |          | Stadion: Spartastadion Het Kasteel, Rotterdam Toeschouwers: 9.133 Scheidsrechter: Kuipers |
|                               |                  |       |          |                                                                                           |

|                               |                             |       |                  |                                                                                |
| Wedstrijd 2 13 mei 2007 14:30 | N.E.C.                      | 2 – 1 | Sparta Rotterdam | Stadion: Goffertstadion, Nijmegen Toeschouwers: 4.000 Scheidsrechter: Liesveld |
| Wedstrijd 2 13 mei 2007 14:30 | Wisgerhof 36' Pothuizen 60' |       | 26' Schenkel     | Stadion: Goffertstadion, Nijmegen Toeschouwers: 4.000 Scheidsrechter: Liesveld |
| Wedstrijd 2 13 mei 2007 14:30 |                             |       |                  | Stadion: Goffertstadion, Nijmegen Toeschouwers: 4.000 Scheidsrechter: Liesveld |
| Wedstrijd 2 13 mei 2007 14:30 |                             |       |                  | Stadion: Goffertstadion, Nijmegen Toeschouwers: 4.000 Scheidsrechter: Liesveld |
|                               |                             |       |                  |                                                                                |

### Tweede ronde

#### Wedstrijd F
|                               |             |       |        |                                                                      |
| Wedstrijd 1 17 mei 2007 12:30 | Vitesse     | 1 – 0 | N.E.C. | Stadion: GelreDome, Arnhem Toeschouwers: 11.425 Scheidsrechter: Vink |
| Wedstrijd 1 17 mei 2007 12:30 | Lazović 45' |       |        | Stadion: GelreDome, Arnhem Toeschouwers: 11.425 Scheidsrechter: Vink |
| Wedstrijd 1 17 mei 2007 12:30 |             |       |        | Stadion: GelreDome, Arnhem Toeschouwers: 11.425 Scheidsrechter: Vink |
| Wedstrijd 1 17 mei 2007 12:30 |             |       |        | Stadion: GelreDome, Arnhem Toeschouwers: 11.425 Scheidsrechter: Vink |
|                               |             |       |        |                                                                      |

|                               |        |                       |         |                                                                           |
| Wedstrijd 2 20 mei 2007 12:30 | N.E.C. | 0 – 2                 | Vitesse | Stadion: Goffertstadion, Nijmegen Toeschouwers: 8.224 Scheidsrechter: Jol |
| Wedstrijd 2 20 mei 2007 12:30 |        | 29' Pryor 78' Lazović |         | Stadion: Goffertstadion, Nijmegen Toeschouwers: 8.224 Scheidsrechter: Jol |
| Wedstrijd 2 20 mei 2007 12:30 |        |                       |         | Stadion: Goffertstadion, Nijmegen Toeschouwers: 8.224 Scheidsrechter: Jol |
| Wedstrijd 2 20 mei 2007 12:30 |        |                       |         | Stadion: Goffertstadion, Nijmegen Toeschouwers: 8.224 Scheidsrechter: Jol |
|                               |        |                       |         |                                                                           |

### Derde ronde

#### Wedstrijd G
|                               |                                                         |       |                       |                                                                     |
| Wedstrijd 1 24 mei 2007 20:00 | Vitesse                                                 | 2 – 2 | FC Utrecht            | Stadion: GelreDome, Arnhem Toeschouwers: 8.750 Scheidsrechter: Blom |
| Wedstrijd 1 24 mei 2007 20:00 | Janssen 42' Knol 82' (pen.) Lazović 69', 85' Junker 89' |       | 64' Rossini 67' Loval | Stadion: GelreDome, Arnhem Toeschouwers: 8.750 Scheidsrechter: Blom |
| Wedstrijd 1 24 mei 2007 20:00 |                                                         |       |                       | Stadion: GelreDome, Arnhem Toeschouwers: 8.750 Scheidsrechter: Blom |
| Wedstrijd 1 24 mei 2007 20:00 |                                                         |       |                       | Stadion: GelreDome, Arnhem Toeschouwers: 8.750 Scheidsrechter: Blom |
|                               |                                                         |       |                       |                                                                     |

|                               |            |       |         |                                                                                      |
| Wedstrijd 2 27 mei 2007 14:30 | FC Utrecht | 0 – 0 | Vitesse | Stadion: Stadion Galgenwaard, Utrecht Toeschouwers: 13.500 Scheidsrechter: Haverkort |
| Wedstrijd 2 27 mei 2007 14:30 |            |       |         | Stadion: Stadion Galgenwaard, Utrecht Toeschouwers: 13.500 Scheidsrechter: Haverkort |
| Wedstrijd 2 27 mei 2007 14:30 |            |       |         | Stadion: Stadion Galgenwaard, Utrecht Toeschouwers: 13.500 Scheidsrechter: Haverkort |
| Wedstrijd 2 27 mei 2007 14:30 |            |       |         | Stadion: Stadion Galgenwaard, Utrecht Toeschouwers: 13.500 Scheidsrechter: Haverkort |
|                               |            |       |         |                                                                                      |

## Play-offs om promotie/degradatie
Jaarlijks degradeert één voetbalclub rechtstreeks uit de eredivisie, de nummer 18 uit de competitie. In het seizoen 2006/2007 was dit ADO Den Haag. De kampioen van de eerste divisie, in 2006/2007 De Graafschap, promoveert rechtstreeks naar de eredivisie.
Om twee plekken in de eredivisie worden play-offs gespeeld door in totaal tien ploegen. De nummer 16 (Excelsior) en 17 (RKC Waalwijk) van de eredivisie spelen om degradatie te voorkomen; acht ploegen uit de eerste divisie maken kans op promotie. Deze acht zijn de zes periodekampioenen uit de eerste divisie, aangevuld met de hoogstgeplaatste ploegen uit de eerste divisie (de kampioen uitgezonderd). De vier hoogstgeplaatste ploegen plaatsen zich automatisch voor de halve finales, evenals de erdivisieploegen. Dit jaar zijn dit FC Den Bosch, VVV-Venlo, RBC Roosendaal en FC Volendam. Verder spelen FC Dordrecht, Go Ahead Eagles, BV Veendam en FC Zwolle de kwartfinale, waarna zij tegenover de eredivisieploegen komen te staan.

### Wedstrijdschema
Het eerst genoemde team speelt de eerste wedstrijd thuis. Indien een derde wedstrijd nodig is, wordt beslist waar dit gespeeld wordt op basis van het doelsaldo over de eerste 2 wedstrijden. Is het doelsaldo ook gelijk, dan geeft het aantal uitdoelpunten de doorslag over het thuisvoordeel. Als zowel het doelsaldo als het aantal uitdoelpunten gelijk zijn, volgen er strafschoppen direct na de wedstrijd (geen verlenging) om het thuisvoordeel in de derde wedstrijd te bepalen.
|  | eerste ronde knock out | eerste ronde knock out | eerste ronde knock out | eerste ronde knock out | eerste ronde knock out |   |     | tweede ronde best of three | tweede ronde best of three | tweede ronde best of three | tweede ronde best of three | tweede ronde best of three |  |  | om plaats in eredivisie best of three | om plaats in eredivisie best of three | om plaats in eredivisie best of three | om plaats in eredivisie best of three | om plaats in eredivisie best of three |
|  |                        |                        |                        |                        |                        |   |     |                            |                            |                            |                            |                            |  |  |                                       |                                       |                                       |                                       |                                       |
|  |                        |                        |                        |                        |                        |   |     |                            |                            |                            |                            |                            |  |  |                                       |                                       |                                       |                                       |                                       |
|  |                        | JL5                    | FC Den Bosch           | 1                      | 1                      | 2 |     |                            |                            |                            |                            |                            |  |  |                                       |                                       |                                       |                                       |                                       |
|  |                        |                        |                        |                        |                        | 2 |     |                            |                            |                            |                            |                            |  |  |                                       |                                       |                                       |                                       |                                       |
|  |                        |                        | JL2                    | VVV-Venlo              | 2                      | 0 | 3 ¹ |                            |                            |                            |                            |                            |  |  |                                       |                                       |                                       |                                       |                                       |
|  |                        |                        | JL2                    | VVV-Venlo              | 2                      | 0 | 3 ¹ |                            |                            |                            |                            |                            |  |  |                                       |                                       |                                       |                                       |                                       |
|  |                        |                        |                        |                        |                        |   |     |                            |                            |                            |                            |                            |  |  |                                       |                                       |                                       |                                       |                                       |
|  |                        |                        |                        |                        |                        |   |     |                            |                            |                            |                            |                            |  |  |                                       |                                       |                                       |                                       |                                       |
|  |                        |                        |                        |                        |                        |   |     | C                          | VVV-Venlo                  | 2                          | 0                          | 5 ³                        |  |  |                                       |                                       |                                       |                                       |                                       |
|  |                        |                        |                        |                        |                        |   |     |                            |                            |                            |                            |                            |  |  |                                       |                                       |                                       |                                       |                                       |
|  |                        | D                      | RKC Waalwijk           | 0                      | 1                      | 1 |     |                            |                            |                            |                            |                            |  |  |                                       |                                       |                                       |                                       |                                       |
|  | JL9                    | FC Zwolle              | 0                      | 1                      | 1                      |   |     |                            |                            |                            |                            |                            |  |  |                                       |                                       |                                       |                                       |                                       |
|  | JL9                    | FC Zwolle              | 0                      | 1                      | 1                      |   |     |                            |                            |                            |                            |                            |  |  |                                       |                                       |                                       |                                       |                                       |
|  | JL6                    | FC Dordrecht           | 1                      | 1                      | 2                      |   |     |                            |                            |                            |                            |                            |  |  |                                       |                                       |                                       |                                       |                                       |
|  | JL6                    | FC Dordrecht           | 1                      | 1                      | 2                      |   | A   | FC Dordrecht               | 2                          | 0                          | 2                          |                            |  |  |                                       |                                       |                                       |                                       |                                       |
|  |                        |                        |                        |                        |                        |   | A   | FC Dordrecht               | 2                          | 0                          | 2                          |                            |  |  |                                       |                                       |                                       |                                       |                                       |
|  |                        |                        | E17                    | RKC Waalwijk           | 0                      | 2 | 5 ² |                            |                            |                            |                            |                            |  |  |                                       |                                       |                                       |                                       |                                       |
|  |                        |                        | E17                    | RKC Waalwijk           | 0                      | 2 | 5 ² |                            |                            |                            |                            |                            |  |  |                                       |                                       |                                       |                                       |                                       |
|  |                        |                        |                        |                        |                        |   |     |                            |                            |                            |                            |                            |  |  |                                       |                                       |                                       |                                       |                                       |

|  | eerste ronde knock out | eerste ronde knock out | eerste ronde knock out | eerste ronde knock out | eerste ronde knock out |   |   | tweede ronde best of three | tweede ronde best of three | tweede ronde best of three | tweede ronde best of three | tweede ronde best of three |  |  | om plaats in eredivisie best of three | om plaats in eredivisie best of three | om plaats in eredivisie best of three | om plaats in eredivisie best of three | om plaats in eredivisie best of three |
|  |                        |                        |                        |                        |                        |   |   |                            |                            |                            |                            |                            |  |  |                                       |                                       |                                       |                                       |                                       |
|  |                        |                        |                        |                        |                        |   |   |                            |                            |                            |                            |                            |  |  |                                       |                                       |                                       |                                       |                                       |
|  |                        | JL4                    | FC Volendam            | 3                      | 0                      | 3 |   |                            |                            |                            |                            |                            |  |  |                                       |                                       |                                       |                                       |                                       |
|  |                        |                        |                        |                        |                        | 3 |   |                            |                            |                            |                            |                            |  |  |                                       |                                       |                                       |                                       |                                       |
|  |                        |                        | JL3                    | RBC Roosendaal         | 5                      | 1 | 6 |                            |                            |                            |                            |                            |  |  |                                       |                                       |                                       |                                       |                                       |
|  |                        |                        | JL3                    | RBC Roosendaal         | 5                      | 1 | 6 |                            |                            |                            |                            |                            |  |  |                                       |                                       |                                       |                                       |                                       |
|  |                        |                        |                        |                        |                        |   |   |                            |                            |                            |                            |                            |  |  |                                       |                                       |                                       |                                       |                                       |
|  |                        |                        |                        |                        |                        |   |   |                            |                            |                            |                            |                            |  |  |                                       |                                       |                                       |                                       |                                       |
|  |                        |                        |                        |                        |                        |   |   | E                          | RBC Roosendaal             | 1                          | 0                          | 1                          |  |  |                                       |                                       |                                       |                                       |                                       |
|  |                        |                        |                        |                        |                        |   |   |                            |                            |                            |                            |                            |  |  |                                       |                                       |                                       |                                       |                                       |
|  |                        | F                      | Excelsior              | 1                      | 1                      | 2 |   |                            |                            |                            |                            |                            |  |  |                                       |                                       |                                       |                                       |                                       |
|  | JL8                    | BV Veendam             | 5                      | 0                      | 5                      |   |   |                            |                            |                            |                            |                            |  |  |                                       |                                       |                                       |                                       |                                       |
|  | JL8                    | BV Veendam             | 5                      | 0                      | 5                      |   |   |                            |                            |                            |                            |                            |  |  |                                       |                                       |                                       |                                       |                                       |
|  | JL7                    | Go Ahead Eagles        | 1                      | 2                      | 3                      |   |   |                            |                            |                            |                            |                            |  |  |                                       |                                       |                                       |                                       |                                       |
|  | JL7                    | Go Ahead Eagles        | 1                      | 2                      | 3                      |   | B | BV Veendam                 | 0                          | 0                          | 0                          |                            |  |  |                                       |                                       |                                       |                                       |                                       |
|  |                        |                        |                        |                        |                        |   | B | BV Veendam                 | 0                          | 0                          | 0                          |                            |  |  |                                       |                                       |                                       |                                       |                                       |
|  |                        |                        | E16                    | Excelsior              | 1                      | 3 | 4 |                            |                            |                            |                            |                            |  |  |                                       |                                       |                                       |                                       |                                       |
|  |                        |                        | E16                    | Excelsior              | 1                      | 3 | 4 |                            |                            |                            |                            |                            |  |  |                                       |                                       |                                       |                                       |                                       |
|  |                        |                        |                        |                        |                        |   |   |                            |                            |                            |                            |                            |  |  |                                       |                                       |                                       |                                       |                                       |

Het eerst genoemde team speelt de eerste wedstrijd thuis. Indien een derde wedstrijd nodig is, wordt de wedstrijd gespeeld op het terrein van het team dat het beste resultaat over beide wedstrijden haalde. Is ook dat gelijk dat speelt het team wat het hoogst eindigde, thuis.
- ¹ Beslissingswedstrijd op 17 mei 2007: 1-0 in voordeel voor VVV-Venlo
- ² Beslissingswedstrijd op 17 mei 2007: 0-3 in voordeel voor RKC Waalwijk
- ³ Beslissingswedstrijd op 27 mei 2007: 3-0 in voordeel voor VVV-Venlo

De winnaars van de derde ronde promoveren naar/blijven in de Eredivisie. De rest blijft in/degradeert naar de Eerste divisie.

### Eerste ronde

#### Wedstrijd A
|                              |           |            |              | |
| Wedstrijd 1 1 mei 2007 20:00 | FC Zwolle | 0 – 1      | FC Dordrecht | Stadion: Univé Stadion (in verband met sloop eigen Oosterenkstadion), Emmen Toeschouwers: 1.780 Scheidsrechter: Jol |
| Wedstrijd 1 1 mei 2007 20:00 |           | 35' Putter |              | Stadion: Univé Stadion (in verband met sloop eigen Oosterenkstadion), Emmen Toeschouwers: 1.780 Scheidsrechter: Jol |
| Wedstrijd 1 1 mei 2007 20:00 |           |            |              | Stadion: Univé Stadion (in verband met sloop eigen Oosterenkstadion), Emmen Toeschouwers: 1.780 Scheidsrechter: Jol |
| Wedstrijd 1 1 mei 2007 20:00 |           |            |              | Stadion: Univé Stadion (in verband met sloop eigen Oosterenkstadion), Emmen Toeschouwers: 1.780 Scheidsrechter: Jol |
|                              |           |            |              | |

|                              |              |       |             |                                                                              |
| Wedstrijd 2 5 mei 2007 19:30 | FC Dordrecht | 1 – 1 | FC Zwolle   | Stadion: GN Bouw Stadion, Dordrecht Toeschouwers: 3.100 Scheidsrechter: Blom |
| Wedstrijd 2 5 mei 2007 19:30 | Muhamadu 21' |       | 87' Ossemer | Stadion: GN Bouw Stadion, Dordrecht Toeschouwers: 3.100 Scheidsrechter: Blom |
| Wedstrijd 2 5 mei 2007 19:30 |              |       |             | Stadion: GN Bouw Stadion, Dordrecht Toeschouwers: 3.100 Scheidsrechter: Blom |
| Wedstrijd 2 5 mei 2007 19:30 |              |       |             | Stadion: GN Bouw Stadion, Dordrecht Toeschouwers: 3.100 Scheidsrechter: Blom |
|                              |              |       |             |                                                                              |

- FC Zwolle blijft in de Eerste divisie.

#### Wedstrijd B
|                              |                                               |       |                 |                                                                                 |
| Wedstrijd 1 1 mei 2007 20:00 | BV Veendam                                    | 5 – 1 | Go Ahead Eagles | Stadion: De Langeleegte, Veendam Toeschouwers: 2.715 Scheidsrechter: Van Hulten |
| Wedstrijd 1 1 mei 2007 20:00 | De Vries 1' Buurmeijer 4', 75' Drent 89', 90' |       | 69' Ars         | Stadion: De Langeleegte, Veendam Toeschouwers: 2.715 Scheidsrechter: Van Hulten |
| Wedstrijd 1 1 mei 2007 20:00 |                                               |       |                 | Stadion: De Langeleegte, Veendam Toeschouwers: 2.715 Scheidsrechter: Van Hulten |
| Wedstrijd 1 1 mei 2007 20:00 |                                               |       |                 | Stadion: De Langeleegte, Veendam Toeschouwers: 2.715 Scheidsrechter: Van Hulten |
|                              |                                               |       |                 |                                                                                 |

|                              |                                      |       |            |                                                                                 |
| Wedstrijd 2 5 mei 2007 18:00 | Go Ahead Eagles                      | 2 – 0 | BV Veendam | Stadion: De Adelaarshorst, Deventer Toeschouwers: 2.848 Scheidsrechter: Janssen |
| Wedstrijd 2 5 mei 2007 18:00 | Schoenmakers 34', 61' Ars 42' (pen.) |       |            | Stadion: De Adelaarshorst, Deventer Toeschouwers: 2.848 Scheidsrechter: Janssen |
| Wedstrijd 2 5 mei 2007 18:00 |                                      |       |            | Stadion: De Adelaarshorst, Deventer Toeschouwers: 2.848 Scheidsrechter: Janssen |
| Wedstrijd 2 5 mei 2007 18:00 |                                      |       |            | Stadion: De Adelaarshorst, Deventer Toeschouwers: 2.848 Scheidsrechter: Janssen |
|                              |                                      |       |            |                                                                                 |

- Go Ahead Eagles blijft in de Eerste divisie.

### Tweede ronde

#### Wedstrijd C
|                              |                  |       |                                        |                                                                                             |
| Wedstrijd 1 9 mei 2007 20:00 | FC Den Bosch     | 1 – 2 | VVV-Venlo                              | Stadion: Stadion De Vliert, 's-Hertogenbosch Toeschouwers: 5.301 Scheidsrechter: Van Dongen |
| Wedstrijd 1 9 mei 2007 20:00 | Lurling 11', 38' |       | 4' Soltani 48' Derksen 0', 90' De Regt | Stadion: Stadion De Vliert, 's-Hertogenbosch Toeschouwers: 5.301 Scheidsrechter: Van Dongen |
| Wedstrijd 1 9 mei 2007 20:00 |                  |       |                                        | Stadion: Stadion De Vliert, 's-Hertogenbosch Toeschouwers: 5.301 Scheidsrechter: Van Dongen |
| Wedstrijd 1 9 mei 2007 20:00 |                  |       |                                        | Stadion: Stadion De Vliert, 's-Hertogenbosch Toeschouwers: 5.301 Scheidsrechter: Van Dongen |
|                              |                  |       |                                        |                                                                                             |

|                               |           |                            |              |                                                                    |
| Wedstrijd 2 12 mei 2007 19:30 | VVV-Venlo | 0 – 1                      | FC Den Bosch | Stadion: De Koel, Venlo Toeschouwers: 5.566 Scheidsrechter: Luinge |
| Wedstrijd 2 12 mei 2007 19:30 |           | 27' Demouge 0', 49' Rimkus |              | Stadion: De Koel, Venlo Toeschouwers: 5.566 Scheidsrechter: Luinge |
| Wedstrijd 2 12 mei 2007 19:30 |           |                            |              | Stadion: De Koel, Venlo Toeschouwers: 5.566 Scheidsrechter: Luinge |
| Wedstrijd 2 12 mei 2007 19:30 |           |                            |              | Stadion: De Koel, Venlo Toeschouwers: 5.566 Scheidsrechter: Luinge |
|                               |           |                            |              |                                                                    |

|                               |             |       |              |                                                                       |
| Wedstrijd 3 17 mei 2007 14:30 | VVV-Venlo   | 1 – 0 | FC Den Bosch | Stadion: De Koel, Venlo Toeschouwers: 5.612 Scheidsrechter: Haverkort |
| Wedstrijd 3 17 mei 2007 14:30 | Soltani 80' |       |              | Stadion: De Koel, Venlo Toeschouwers: 5.612 Scheidsrechter: Haverkort |
| Wedstrijd 3 17 mei 2007 14:30 |             |       |              | Stadion: De Koel, Venlo Toeschouwers: 5.612 Scheidsrechter: Haverkort |
| Wedstrijd 3 17 mei 2007 14:30 |             |       |              | Stadion: De Koel, Venlo Toeschouwers: 5.612 Scheidsrechter: Haverkort |
|                               |             |       |              |                                                                       |

- FC Den Bosch blijft in de Eerste divisie.

#### Wedstrijd D
|                              |                                |       |              |                                                                                     |
| Wedstrijd 1 9 mei 2007 20:00 | FC Dordrecht                   | 2 – 0 | RKC Waalwijk | Stadion: GN Bouw Stadion, Dordrecht Toeschouwers: 3.210 Scheidsrechter: Wiedemeijer |
| Wedstrijd 1 9 mei 2007 20:00 | Koenders 10' (e.d.) Alisić 63' |       |              | Stadion: GN Bouw Stadion, Dordrecht Toeschouwers: 3.210 Scheidsrechter: Wiedemeijer |
| Wedstrijd 1 9 mei 2007 20:00 |                                |       |              | Stadion: GN Bouw Stadion, Dordrecht Toeschouwers: 3.210 Scheidsrechter: Wiedemeijer |
| Wedstrijd 1 9 mei 2007 20:00 |                                |       |              | Stadion: GN Bouw Stadion, Dordrecht Toeschouwers: 3.210 Scheidsrechter: Wiedemeijer |
|                              |                                |       |              |                                                                                     |

|                               |                                         |                |              |                                                                                     |
| Wedstrijd 2 13 mei 2007 14:30 | RKC Waalwijk                            | 2 – 0 ns (3-4) | FC Dordrecht | Stadion: Mandemakers Stadion, Waalwijk Toeschouwers: 5.531 Scheidsrechter: Wegereef |
| Wedstrijd 2 13 mei 2007 14:30 | Van den Bergh 37' (pen.) De Ceulaer 82' |                |              | Stadion: Mandemakers Stadion, Waalwijk Toeschouwers: 5.531 Scheidsrechter: Wegereef |
| Wedstrijd 2 13 mei 2007 14:30 |                                         |                |              | Stadion: Mandemakers Stadion, Waalwijk Toeschouwers: 5.531 Scheidsrechter: Wegereef |
| Wedstrijd 2 13 mei 2007 14:30 |                                         |                |              | Stadion: Mandemakers Stadion, Waalwijk Toeschouwers: 5.531 Scheidsrechter: Wegereef |
|                               |                                         |                |              |                                                                                     |

|                               |              |                                  |              |                                                                                    |
| Wedstrijd 3 17 mei 2007 14:30 | FC Dordrecht | 0 – 3                            | RKC Waalwijk | Stadion: GN Bouw Stadion, Dordrecht Toeschouwers: 4.200 Scheidsrechter: Van Hulten |
| Wedstrijd 3 17 mei 2007 14:30 |              | 18' De Ceulaer 70', 76' Sektioui |              | Stadion: GN Bouw Stadion, Dordrecht Toeschouwers: 4.200 Scheidsrechter: Van Hulten |
| Wedstrijd 3 17 mei 2007 14:30 |              |                                  |              | Stadion: GN Bouw Stadion, Dordrecht Toeschouwers: 4.200 Scheidsrechter: Van Hulten |
| Wedstrijd 3 17 mei 2007 14:30 |              |                                  |              | Stadion: GN Bouw Stadion, Dordrecht Toeschouwers: 4.200 Scheidsrechter: Van Hulten |
|                               |              |                                  |              |                                                                                    |

- FC Dordrecht blijft in de Eerste divisie.

#### Wedstrijd E
|                              |                                                |       |                                                                |                                                |
| Wedstrijd 1 9 mei 2007 20:00 | FC Volendam                                    | 3 – 5 | RBC Roosendaal                                                 | Toeschouwers: 3.029 Scheidsrechter: Van Boekel |
| Wedstrijd 1 9 mei 2007 20:00 | Dissels 29', 90' (pen.) Quasten 71' Chaiat 74' |       | 45' Duplan 54', 72' (pen.), 86' (pen.) De Lange 90' Ten Heuvel | Toeschouwers: 3.029 Scheidsrechter: Van Boekel |
| Wedstrijd 1 9 mei 2007 20:00 |                                                |       |                                                                | Toeschouwers: 3.029 Scheidsrechter: Van Boekel |
| Wedstrijd 1 9 mei 2007 20:00 |                                                |       |                                                                | Toeschouwers: 3.029 Scheidsrechter: Van Boekel |
|                              |                                                |       |                                                                |                                                |

|                               |                     |       |              |                                                                                 |
| Wedstrijd 2 12 mei 2007 19:30 | RBC Roosendaal      | 1 – 0 | FC Volendam  | Stadion: RBC Stadion, Roosendaal Toeschouwers: 2.500 Scheidsrechter: Van Egmond |
| Wedstrijd 2 12 mei 2007 19:30 | De Lange 16' (pen.) |       | 90' Hofstede | Stadion: RBC Stadion, Roosendaal Toeschouwers: 2.500 Scheidsrechter: Van Egmond |
| Wedstrijd 2 12 mei 2007 19:30 |                     |       |              | Stadion: RBC Stadion, Roosendaal Toeschouwers: 2.500 Scheidsrechter: Van Egmond |
| Wedstrijd 2 12 mei 2007 19:30 |                     |       |              | Stadion: RBC Stadion, Roosendaal Toeschouwers: 2.500 Scheidsrechter: Van Egmond |
|                               |                     |       |              |                                                                                 |

- FC Volendam blijft in de Eerste divisie.

#### Wedstrijd F
|                              |            |             |           |                                                                                |
| Wedstrijd 1 9 mei 2007 20:00 | BV Veendam | 0 – 1       | Excelsior | Stadion: De Langeleegte, Veendam Toeschouwers: 3.251 Scheidsrechter: Haverkort |
| Wedstrijd 1 9 mei 2007 20:00 |            | 83' Voskamp |           | Stadion: De Langeleegte, Veendam Toeschouwers: 3.251 Scheidsrechter: Haverkort |
| Wedstrijd 1 9 mei 2007 20:00 |            |             |           | Stadion: De Langeleegte, Veendam Toeschouwers: 3.251 Scheidsrechter: Haverkort |
| Wedstrijd 1 9 mei 2007 20:00 |            |             |           | Stadion: De Langeleegte, Veendam Toeschouwers: 3.251 Scheidsrechter: Haverkort |
|                              |            |             |           |                                                                                |

|                               |                         |       |            |                                             |
| Wedstrijd 2 12 mei 2007 20:00 | Excelsior               | 3 – 0 | BV Veendam | Toeschouwers: 2.130 Scheidsrechter: Nijhuis |
| Wedstrijd 2 12 mei 2007 20:00 | Zijm 45' Slory 48', 69' |       |            | Toeschouwers: 2.130 Scheidsrechter: Nijhuis |
| Wedstrijd 2 12 mei 2007 20:00 |                         |       |            | Toeschouwers: 2.130 Scheidsrechter: Nijhuis |
| Wedstrijd 2 12 mei 2007 20:00 |                         |       |            | Toeschouwers: 2.130 Scheidsrechter: Nijhuis |
|                               |                         |       |            |                                             |

- BV Veendam blijft in de Eerste divisie.

### Derde ronde

#### Wedstrijd G
|                               |                                 |       |              |                                                                     |
| Wedstrijd 1 20 mei 2007 14:30 | VVV-Venlo                       | 2 – 0 | RKC Waalwijk | Stadion: De Koel, Venlo Toeschouwers: 5.946 Scheidsrechter: Nijhuis |
| Wedstrijd 1 20 mei 2007 14:30 | Derksen 44' (pen.) Platvoet 88' |       |              | Stadion: De Koel, Venlo Toeschouwers: 5.946 Scheidsrechter: Nijhuis |
| Wedstrijd 1 20 mei 2007 14:30 |                                 |       |              | Stadion: De Koel, Venlo Toeschouwers: 5.946 Scheidsrechter: Nijhuis |
| Wedstrijd 1 20 mei 2007 14:30 |                                 |       |              | Stadion: De Koel, Venlo Toeschouwers: 5.946 Scheidsrechter: Nijhuis |
|                               |                                 |       |              |                                                                     |

|                               |              |       |           |                                                                                   |
| Wedstrijd 2 24 mei 2007 20:00 | RKC Waalwijk | 1 – 0 | VVV-Venlo | Stadion: Mandemakers Stadion, Waalwijk Toeschouwers: 6.100 Scheidsrechter: Bossen |
| Wedstrijd 2 24 mei 2007 20:00 | Janssen 4'   |       |           | Stadion: Mandemakers Stadion, Waalwijk Toeschouwers: 6.100 Scheidsrechter: Bossen |
| Wedstrijd 2 24 mei 2007 20:00 |              |       |           | Stadion: Mandemakers Stadion, Waalwijk Toeschouwers: 6.100 Scheidsrechter: Bossen |
| Wedstrijd 2 24 mei 2007 20:00 |              |       |           | Stadion: Mandemakers Stadion, Waalwijk Toeschouwers: 6.100 Scheidsrechter: Bossen |
|                               |              |       |           |                                                                                   |

|                               |                                          |       |                |                                                                      |
| Wedstrijd 3 27 mei 2007 14:30 | VVV-Venlo                                | 3 – 0 | RKC Waalwijk   | Stadion: De Koel, Venlo Toeschouwers: 6.000 Scheidsrechter: Wegereef |
| Wedstrijd 3 27 mei 2007 14:30 | Van Kouwen 3' Kantelberg 29' Derksen 88' |       | 88' De Ceulaer | Stadion: De Koel, Venlo Toeschouwers: 6.000 Scheidsrechter: Wegereef |
| Wedstrijd 3 27 mei 2007 14:30 |                                          |       |                | Stadion: De Koel, Venlo Toeschouwers: 6.000 Scheidsrechter: Wegereef |
| Wedstrijd 3 27 mei 2007 14:30 |                                          |       |                | Stadion: De Koel, Venlo Toeschouwers: 6.000 Scheidsrechter: Wegereef |
|                               |                                          |       |                |                                                                      |

- VVV-Venlo promoveert naar de Eredivisie.
- RKC Waalwijk degradeert naar de Eerste divisie.

#### Wedstrijd H
|                               |                        |       |           |                                                                              |
| Wedstrijd 1 20 mei 2007 14:30 | RBC Roosendaal         | 1 – 1 | Excelsior | Stadion: RBC Stadion, Roosendaal Toeschouwers: 3.200 Scheidsrechter: Kuipers |
| Wedstrijd 1 20 mei 2007 14:30 | Vos 0', 74' Duplan 77' |       | 6' Bruins | Stadion: RBC Stadion, Roosendaal Toeschouwers: 3.200 Scheidsrechter: Kuipers |
| Wedstrijd 1 20 mei 2007 14:30 |                        |       |           | Stadion: RBC Stadion, Roosendaal Toeschouwers: 3.200 Scheidsrechter: Kuipers |
| Wedstrijd 1 20 mei 2007 14:30 |                        |       |           | Stadion: RBC Stadion, Roosendaal Toeschouwers: 3.200 Scheidsrechter: Kuipers |
|                               |                        |       |           |                                                                              |

|                               |           |       |                |                                                                                    |
| Wedstrijd 2 24 mei 2007 20:00 | Excelsior | 1 – 0 | RBC Roosendaal | Stadion: Stadion Woudestein, Rotterdam Toeschouwers: 3.675 Scheidsrechter: Nijhuis |
| Wedstrijd 2 24 mei 2007 20:00 | Slory 77' |       |                | Stadion: Stadion Woudestein, Rotterdam Toeschouwers: 3.675 Scheidsrechter: Nijhuis |
| Wedstrijd 2 24 mei 2007 20:00 |           |       |                | Stadion: Stadion Woudestein, Rotterdam Toeschouwers: 3.675 Scheidsrechter: Nijhuis |
| Wedstrijd 2 24 mei 2007 20:00 |           |       |                | Stadion: Stadion Woudestein, Rotterdam Toeschouwers: 3.675 Scheidsrechter: Nijhuis |
|                               |           |       |                |                                                                                    |

- Excelsior blijft in de Eredivisie.
- RBC Roosendaal blijft in de Eerste divisie.

Eredivisie

1960 · 1975 · 1987 · 1988
Eerste divisie

1973 · 1974 · 1975 · 1976 · 1977 · 1978 · 1979 · 1980 · 1981 · 1982 · 1983 · 1984 · 1985 · 1986 · 1987 · 1988 · 1989 · 1990 · 1991 · 1992 · 1993 · 1994 · 1995 · 1996 · 1997 · 1998 · 1999 · 2000 · 2001 · 2002 · 2003 · 2004 · 2005

Vanaf 2006 staan alle competities op 1 pagina.

2006 · 2007 · 2008 · 2009 · 2010 · 2011 · 2012 · 2013 · 2014 · 2015 · 2016 · 2017 · 2018 · 2019 · 2020 · 2021 · 2022 · 2023 · 2024